# Верхняя грудная артерия
Верхняя грудная артерия (лат. arteria thoracica superior) — ветвь подмышечной артерии (лат. arteria axillaris) в ключично-грудном треугольнике (лат. trigonum clavipectorale). Начинается у нижнего края ключицы, идет вниз и медиально к большой и малой грудным мышцам (лат. musculus pectoralis minor et musculus pectoralis major), в первый и второй межреберные промежутки, к передней зубчатой мышце (лат. m. serratus anterior).